# Cryptoparachtes adzharicus
Cryptoparachtes adzharicus är en spindelart som beskrevs av Peter Mikhailovitch Dunin 1992. Cryptoparachtes adzharicus ingår i släktet Cryptoparachtes och familjen ringögonspindlar. Inga underarter finns listade i Catalogue of Life.